# Browar Jabłonowo
Browar Jabłonowo – browar założony w 1992 r., z siedzibą we wsi Jabłonowo (gmina Lesznowola, woj. mazowieckie). Należy do Stowarzyszenia Regionalnych Browarów Polskich.

## Historia
Browar Jabłonowo powstał w 1992 r. jako przedsięwzięcie trzech wspólników: Leona i Huberta Buksowiczów oraz Włodzimierza Parola, na terenie dawnej przędzalni w Jabłonowie. Początkowo produkował wyłącznie na rynek lokalny. Z czasem rozszerzył zasięg swojej dystrybucji.
Jako jeden z pierwszych zakładów piwowarskich w Polsce wprowadził piwo w puszkach aluminiowych, nastawił się na produkcję piwa mocnego oraz piw aromatyzowanych. W 2002 r. Browar Jabłonowo jako pierwszy w Polsce browar uruchomił linię do nalewu piwa do plastikowych, jednorazowych butelek PET i jest obecnie jednym z największych krajowych producentów piwa w tego typu opakowaniach. Aktualnie jego produkty są dostępne w większości dużych miast w Polsce.
Przez kilka lat Browar Jabłonowo był rozlewnią piwa w puszkach dla większych od niego zakładów piwowarskich m.in. dla firm Kujawiak Browary Bydgoskie, Perła Browary Lubelskie i Browary Warszawskie Królewskie.

## Produkty
Lager
- Jabłonowo Mocne
- Jabłonowo Imperator
- Jabłonowo Strong
- Jabłonowo Król Zygmunt
- Jabłonowo Pilsener Light

Piwo ciemne
- Jabłonowo 23°
- Jabłonowo Belfast

Piwo aromatyzowane
- Jabłonowo Zielone
- Jabłonowo Ginger Beer
- Jabłonowo Banana Beer
- Jabłonowo Cherry Beer
- Jabłonowo Buddy’s Lemon
- Jabłonowo Buddy’s Orange
- Jabłonowo Miodowe Mocne
- Jabłonowo Na Miodzie Gryczanym

Manufaktura Piwna
- Na Miodzie Gryczanym
- Koźlak Dubel
- Klasztorne
- Belfast
- Gryczane
- Pils
- Jabłonowo Mazowieckie

## Literatura
- Aleksander Strojny: Browary w Polsce. Warszawa: Hachette Polska, 2009. ISBN 978-83-7575-674-6.